# 耿国祚
耿国祚（？—？），河北大兴人，是一名清朝政治人物。
耿国祚曾于雍正二年（1724年）接替李秉衡任漳州府知府一职，雍正五年（1727年）由潘体丰接任。